# I liga urugwajska w piłce nożnej (1973)
- Mistrz Urugwaju 1973: CA Peñarol
- Wicemistrz Urugwaju 1973: Club Nacional de Football
- Copa Libertadores 1974: CA Peñarol, Club Nacional de Football
- Spadek do drugiej ligi: Central Español Montevideo
- Awans z drugiej ligi: Fénix Montevideo

Mistrzostwa Urugwaju w roku 1973 były mistrzostwami rozgrywanymi według systemu, w którym wszystkie kluby rozgrywały ze sobą mecze każdy z każdym u siebie i na wyjeździe, a o tytule mistrza i dalszej kolejności decydowała końcowa tabela.

## Primera División

### Końcowa tabela sezonu 1973
| Poz | Klub                       | Mecze | Zw | Rem | Por | Pkt | BrZd | BrStr |
| --- | -------------------------- | ----- | -- | --- | --- | --- | ---- | ----- |
| 1   | CA Peñarol                 | 22    | 14 | 7   | 1   | 35  | 38   | 16    |
| 2   | Club Nacional de Football  | 22    | 9  | 11  | 2   | 29  | 29   | 19    |
| 3   | Danubio FC                 | 22    | 10 | 8   | 4   | 28  | 26   | 15    |
| 4   | Defensor Sporting          | 22    | 10 | 5   | 7   | 25  | 33   | 28    |
| 5   | Rentistas Montevideo       | 22    | 7  | 10  | 5   | 24  | 21   | 18    |
| 6   | Liverpool Montevideo       | 22    | 8  | 7   | 7   | 23  | 28   | 21    |
| 7   | CA Cerro                   | 22    | 8  | 7   | 7   | 23  | 24   | 24    |
| 8   | Montevideo Wanderers       | 22    | 4  | 13  | 5   | 21  | 16   | 15    |
| 9   | River Plate Montevideo     | 22    | 5  | 11  | 6   | 21  | 17   | 20    |
| 10  | Huracán Buceo Montevideo   | 22    | 3  | 10  | 9   | 16  | 22   | 29    |
| 11  | Central Español Montevideo | 22    | 6  | 2   | 14  | 14  | 18   | 38    |
| 12  | CA Bella Vista             | 22    | 1  | 3   | 18  | 5   | 10   | 39    |

### Klasyfikacja strzelców bramek
| Gole | Piłkarz         | Klub       |
| ---- | --------------- | ---------- |
| 23   | Fernando Morena | CA Peñarol |